# 泰沃·奥拉耶米·埃卢菲奥耶
泰沃·奥拉耶米·埃卢菲奥耶是一名尼日利亚的药理学家和研究员。埃卢菲奥耶在伊巴丹大学药物认知学系担任教授。她还是宾夕法尼亚州费城科学大学的富布赖特学者，她在那里从事治疗神经退行性疾病的药物研究。

## 生平
在麦克阿瑟基金会的资金支持下，埃卢菲奥耶在尼日利亚从事药用植物研究，测试能够用于对抗神经退行性疾病的化合物。
2014年，由于她在尼日利亚植物药理特性研究的杰出贡献，埃卢菲奥耶与其他四位女性共同获得该年度的爱思唯尔基金会奖。她的研究主要侧重于可用于治疗疟疾、创伤、记忆丧失、麻风和癌症的化合物。爱思唯尔基金会奖的颁奖典礼在芝加哥举行的美国科学促进会（American Association for the Advancement of Science）年会上举行，奖金为5000美元。对她获奖一事，伊巴丹大学的副校长艾萨克·阿德沃勒表示，埃卢菲奥耶的成就“将激励其他科学界的女性”，她是“尼日利亚和整个非洲大陆的骄傲”。
埃卢菲奥耶的学术成果发表于《非洲生物医学研究杂志》、《药理学研究》、《国际药理学杂志》和《非洲传统、补充和替代药物杂志》等期刊。

## 个人生活
埃卢菲奥耶出生于教育世家，她的母亲是一名教师，她的父亲是一所大学的管理人员。她的整个家庭，包括她的兄弟姐妹都上过大学。